# Cyrtorhyssa xishuangensis
Cyrtorhyssa xishuangensis là một loài tò vò trong họ Ichneumonidae.